# A Francesc Layret
A Francesc Layret és un monument escultòric situat a la Plaça de Goya de Barcelona, al districte de l'Eixample. Està dedicat a l'advocat laboralista Francesc Layret i Foix (Barcelona, 1880-1920).

## Història
Layret va ser un advocat laboralista assassinat per pistolers a sou del Sindicat Lliure —vinculat a la patronal— el 30 de novembre de 1920. El 1934 es va posar la primera pedra d'un monument a la seva memòria a la Plaça de Sepúlveda (actual Plaça de Goya), al costat de la Ronda de Sant Antoni i prop de la Plaça de la Universitat, obra de Frederic Marès. El monument, sufragat amb una subscripció popular, fou inaugurat el 20 d'abril de 1936 pel president de la Generalitat de Catalunya, Lluís Companys, i l'alcalde de Barcelona, Carles Pi i Sunyer.
El 1939, després de la Guerra Civil, les noves autoritats franquistes van procedir a desmuntar el monument, juntament amb d'altres de signe polític d'esquerres o catalanistes, com el Monument a la República, el Monument al Doctor Robert o el Monument a Rafael Casanova. En la seva edició del dia 6 de desembre de 1939 el periòdic El Correo Catalán escrivia: «amb la desaparició d'aquest monument i el de Pi i Margall, la nostra ciutat es veurà lliure de dues obres que a més de constituir un reflex de la mancança de sentit artístic dels roig-separatistes, eren motiu de vergonya per als bons barcelonins». Curiosament, l'autor del monument, Frederic Marès, fou en la postguerra l'escultor que va rebre més encàrrecs de les noves autoritats, i l'encarregat de reconstruir nombrosos monuments enderrocats per les milícies antifeixistes.
L'obra de Layret va ser guardada en un magatzem municipal del carrer Wellington, fins que amb l'arribada de la democràcia va ser restaurat a la seva ubicació original, on va ser reinaugurat el 27 de maig de 1977.

## Descripció
L'autor del monument va plantejar un homenatge a l'advocat Layret partint de figures al·legòriques als ideals que defensava el personatge: sobre un pedestal en forma de podi s'aixeca una figura de dona realitzada en bronze, amb el tors nu i el braç esquerre aixecat portant una torxa, simbolitzant la República. Als seus costats es troben dues figures masculines en pedra, que representen el camp i la ciutat, en forma d'un camperol amb espigues i un obrer amb una maça i una roda dentada. A la part posterior del monument es troba altra figura de dona portant un nen en braços, en personificació dels desvalguts. A la base del monument es troba un medalló de bronze amb un retrat de l'advocat en relleu, així com el seu nom i les seves dates de naixement i defunció.

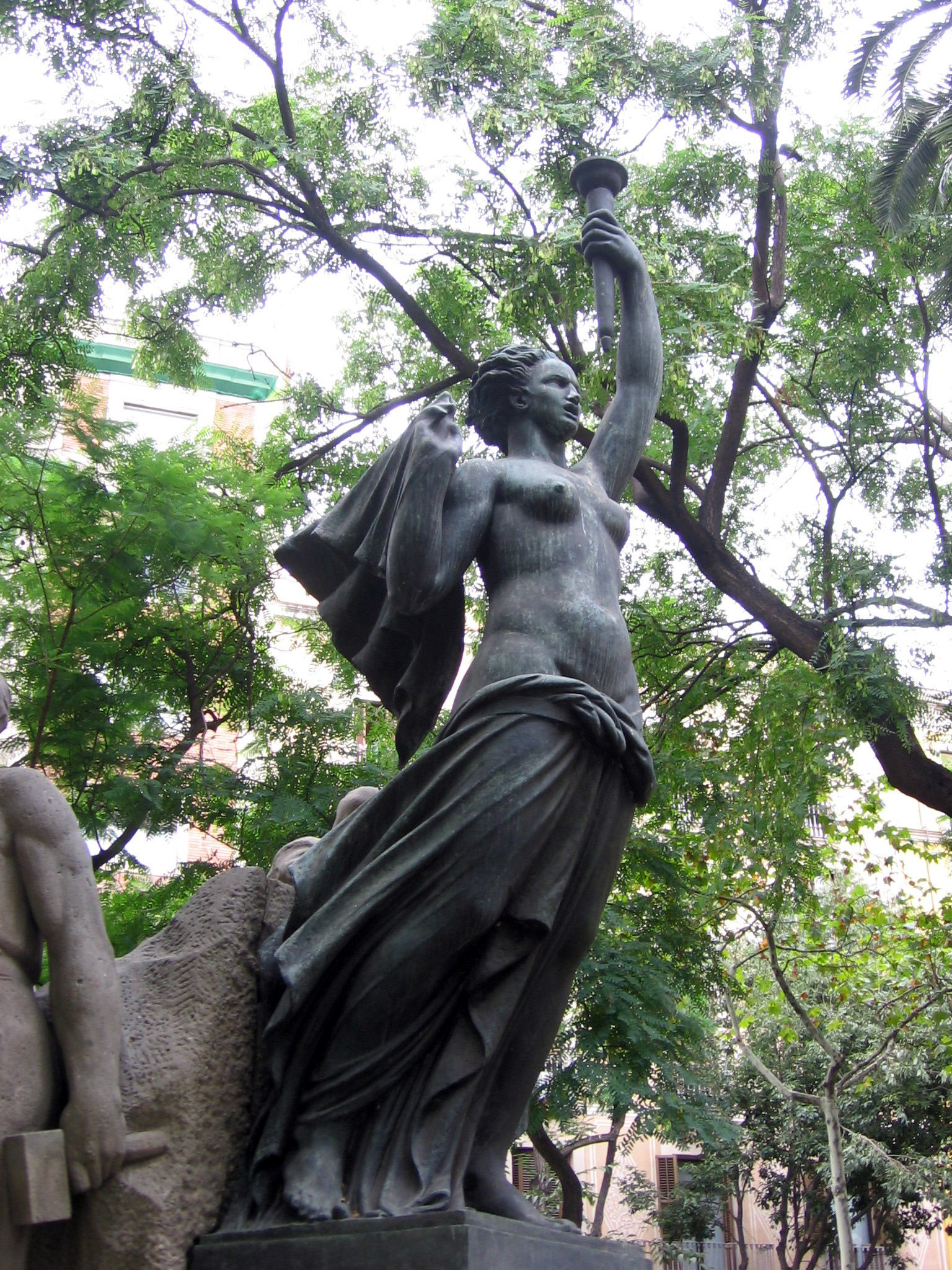
Figura de la República.
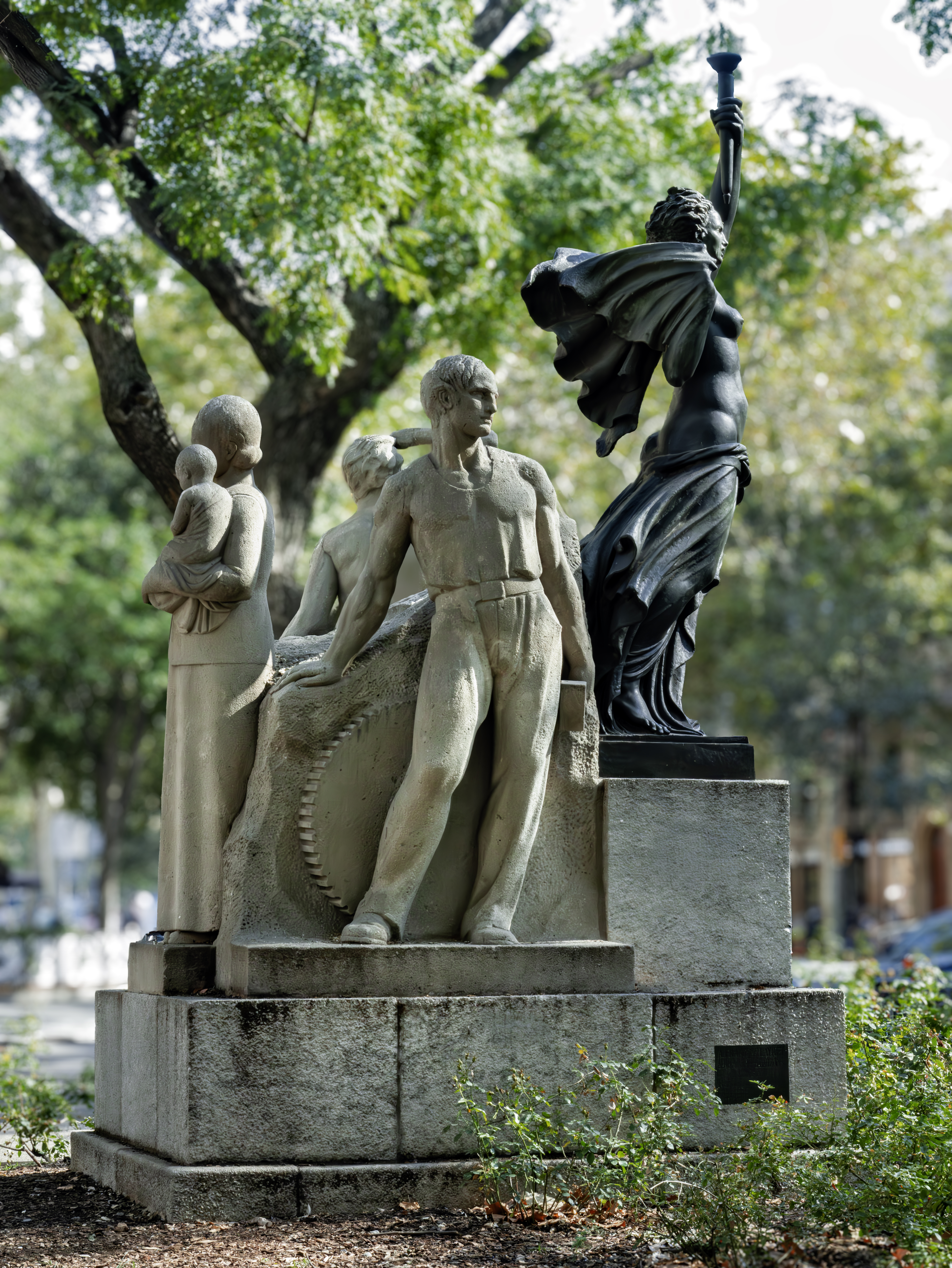
El monument vist des de la dreta.
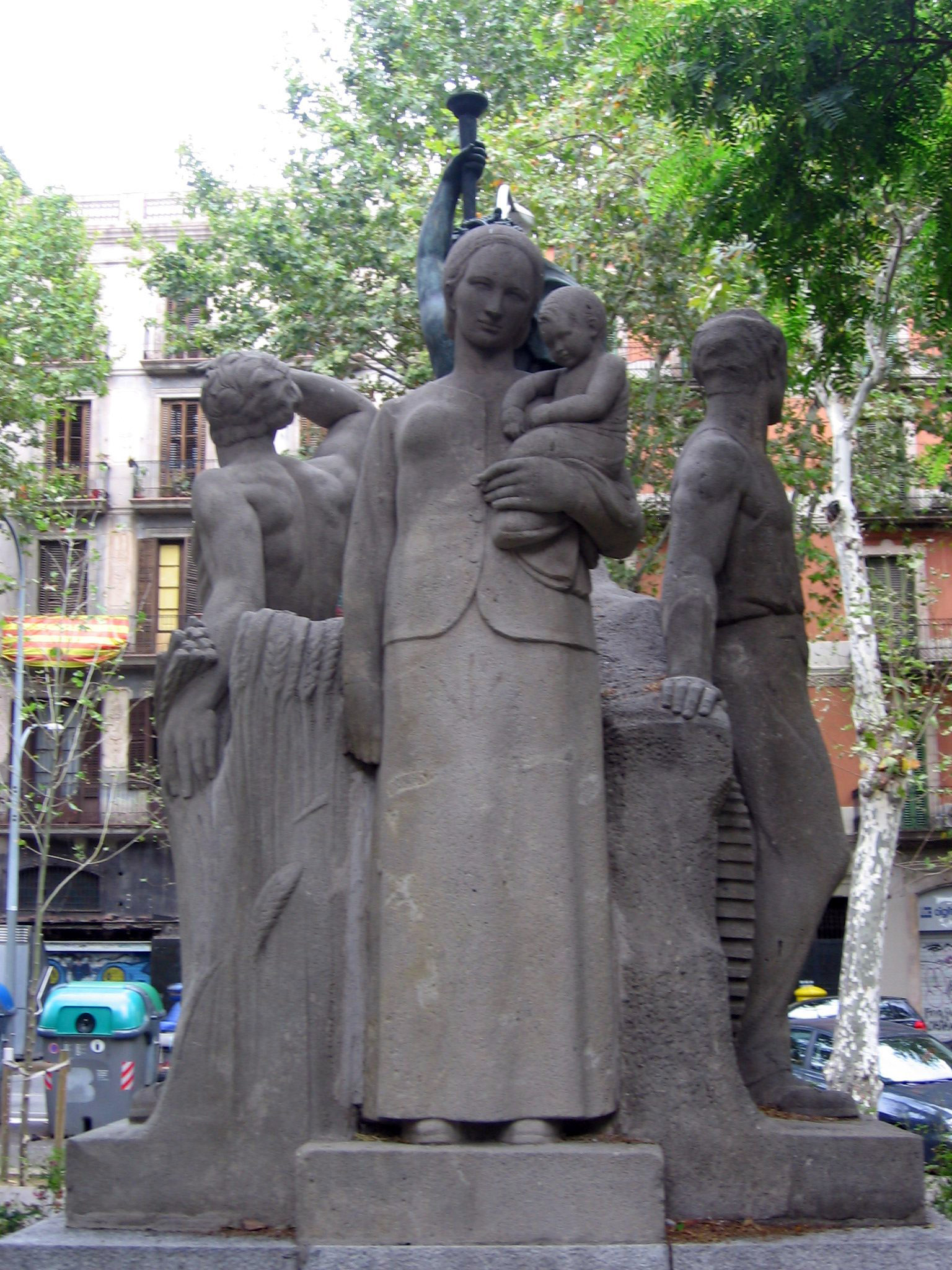
Figura posterior.